# Iniistius umbrilatus
 Iniistius umbrilatus és una espècie de peix de la família dels làbrids i de l'ordre dels perciformes.

## Morfologia
Els mascles poden assolir els 17,5 cm de longitud total.

## Distribució geogràfica
És un endemisme de les Hawaii.